# Oleg Kerensky
Oleg Aleksandrovich Kerensky CBE FRS (em russo:  Оле́г Алекса́ндрович Кере́нский); (São Petersburgo, 16 de abril de 1905 — Londres, 25 de junho de 1984) foi um engenheiro civil russo, um dos maiores projetistas de pontes de seu tempo.